# Orbán Árpád
Orbán Árpád (Győr, 1938. március 14. – Győr, 2008. április 26.) olimpiai bajnok magyar labdarúgó, edző.

## Játékos-pályafutása
1953-ban kezdett el futballozni a Győri Postás csapatánál. Első komolyabb sikerét itt érte el, amikor 1956-ban országos ifjúsági bajnok lett. 1959-ben igazolt át Győri Vasas ETO együtteséhez, a későbbi Rába ETO-hoz, ahol pályafutásának legsikeresebb éveit töltötte. Edzői között volt két korábbi kiváló labdarúgó, Hidegkuti Nándor és Szusza Ferenc is.
AZ 1963-as félidős bajnokságot meglepetésre megnyeri a győri csapattal, ezután lett az olimpiai válogatott tagja. Az 1964-es tokiói olimpiai labdarúgótornán a győztes magyar válogatott egyik meghatározó játékosa volt. 1965 és 1967 között háromszor nyert Magyar Népköztársaság Kupát. 1967-ben a Kupagyőztesek Európa-kupájában a negyeddöntőig jutott a csapattal. 1972-ben vonult vissza az aktív játéktól. Pályafutása során 285 bajnoki mérkőzésen szerepelt, ahol nyolc gólt szerzett. Az olimpiai válogatott színeiben tizenegy alkalommal lépett pályára.

## Visszavonulása után
Szakedzői diplomát szerzett a Testnevelési Főiskolán. 1975-ben kinevezték a Rába ETO létesítményfelelősévé, majd emellett 1985 és 1990 között edzőként dolgozott az ETO serdülőcsapatánál. 1991-ben az ETO létesítmény-igazgatójává nevezték ki, mely posztot 1994-ig viselt. 1998-ban a Győr-Moson-Sopron megyei Labdarúgó-szövetség tiszteletbeli elnökségi tagjává választották.

## Családja
Lánya, Orbán Csilla válogatott kézilabdázó volt az 1980-as években.

## Statisztika

### Mérkőzései a válogatottban
| Magyarország | Magyarország      | Magyarország                         | Magyarország  | Magyarország | Magyarország  | Magyarország         | Magyarország | Magyarország |
| #            | Dátum             | Helyszín                             | Hazai         | Eredmény     | Vendég        | Kiírás               | Gólok        | Esemény      |
| ------------ | ----------------- | ------------------------------------ | ------------- | ------------ | ------------- | -------------------- | ------------ | ------------ |
|              | 1963. május 4.    | Budapest, Népstadion                 | Magyarország  | 4 – 0        | Svédország    | olimpiai selejtező   | -            |              |
|              | 1964. április 29. | Palma de Mallorca                    | Spanyolország | 1 – 2        | Magyarország  | olimpiai selejtező   | -            |              |
|              | 1964. május 6.    | Budapest, Népstadion                 | Magyarország  | 3 – 0        | Spanyolország | olimpiai selejtező   | -            |              |
|              | 1964. október 11. | Tokió, Olimpiai stadion (JPN)        | Magyarország  | 6 – 0        | Marokkó       | olimpiai B csoport   | -            |              |
|              | 1964. október 15. | Tokió, Komazawa stadion (JPN)        | Magyarország  | 6 – 5        | Jugoszlávia   | olimpiai B csoport   | -            |              |
|              | 1964. október 18. | Jokohama, Mitsuzawa stadion (JPN)    | Magyarország  | 2 – 0        | Románia       | olimpiai negyeddöntő | -            |              |
|              | 1964. október 20. | Tokió, Csicsibu Herceg Stadion (JPN) | Magyarország  | 6 – 0        | Egyiptom      | olimpiai elődöntő    | -            |              |
|              | 1964. október 23. | Tokió, Olimpiai stadion (JPN)        | Csehszlovákia | 1 – 2        | Magyarország  | olimpiai döntő       | -            |              |
|              | Összesen          |                                      |               | 0            | mérkőzés      |                      | 0            | gól          |